# Azerbajdzsán alkotmánya

Azerbajdzsán címere

Azerbajdzsán alkotmánya (azeriül Azərbaycan konstitusiyası) az ország legmagasabb szintű jogforrása, amely népszavazást követően 1995. november 12-én lépett hatályba. Ez a független Azerbajdzsáni Köztársaság első alaptörvénye.
Az öt fejezetet, 12 bekezdést és 147 cikkelyt tartalmazó alkotmányt 2002-ben és 2009-ben módosították, 2016-ban pedig hat új cikkellyel bővítették.
November 12-e az alkotmány ünnepe.

## Története
Az 1918 és 1920 között 23 hónapon át létező Azerbajdzsáni Demokratikus Köztársaságnak nem volt elfogadott alaptörvénye, így az Azerbajdzsáni Szovjet Szocialista Köztársaságnak a Szovjetunió alkotmányával összhangban megalkotott alaptörvénye volt hatályban, amelynek utolsó módosítása 1978-ban lépett életbe.
A Szovjetunió felbomlását követően 1992-ben kezdték meg az ország alkotmányának kidolgozását, amelyet zavargások akadályoztak; alapja az 1991. október 18-án hatályba lépett függetlenségi törvény volt, amely kimondta, hogy Azerbajdzsán szekuláris, demokratikus és egységes ország, ahol a polgárok egyenlőek a törvények előtt. Az átmeneti időszakban az Azerbajdzsáni SZSZK rendelkezései voltak érvényben, feltéve, ha azok nem mondtak ellent a függetlenségi törvénynek. Az új alaptörvény kötelez a nemzetközi szerződések tiszteletben tartására, garantálja politikai pártok alapításának jogát, valamint kinyilvánítja az ország nemzeti és területi integritását.

## Preambulum
A preambulum „a teljes társadalom és az egyének virágzásának és jólétének érdekében” az alábbi célokat tűzte ki:
- A nemzeti és területi integritás megőrzése
- Alkotmányos demokrácia
- Civil társadalom
- Szekularizáció
- Méltó életszínvonal, valamint igazságos gazdasági és társadalmi rend
- Az „egyetemes emberi értékek”, a béke és a nemzetközi együttműködések tiszteletben tartása

## Fejezetei

### I. fejezet: Általános rendelkezések
1. bekezdés – A nép hatalma
A bekezdés a nép egységét, a népszavazások rendjét, az adórendszert, az amnesztiát és az elnöki kegyelmet írja le. Szavatolja, hogy a népet csak az általa választott személyek képviselhetik, egyben tiltja a jogbitorlást.
2. bekezdés – Az állam alapszervezete
A bekezdés az elnöki pozíciót és az azzal járó jogokat, a hadsereget, a természeti erőforrásokat, az állami tulajdont, a társadalmi, gazdasági és fejlesztési kérdéseket, az állami jelképeket, a külkapcsolatokat és a hivatalos nyelvet írja le. Itt szerepelnek továbbá az államadóssággal, az állami valutával, valamint az állam és az egyház szétválasztásával kapcsolatos szabályozások.

### II. fejezet: Jogok és kötelességek
3. bekezdés – Polgárjogok
A bekezdésben 48 cikkely tárgyalja a polgárok jogaival (emberi jogok, tulajdonjog, egyenlőség, szellemi tulajdonjog, terheltek jogai, valamint a sztrájkhoz, a jóléthez, a szabad vallásgyakorláshoz, a szólásszabadsághoz és a lelkiismereti szabadsághoz fűződő jogok) kapcsolatos kérdéseket. A Velencei Bizottság szerint a 2016-os alkotmánymódosítás megerősítette az emberi jogok (méltóság, önkényt kizáró lelkiismeretes bánásmódhoz való jog és az arányosság elvének törvénybe iktatása) alkotmányos védelmét.
4. bekezdés – Kötelezettségek
A bekezdés szerint minden polgárnak kötelessége a törvények betartása, az adózás, az állam jelképeinek tiszteletben tartása, az ország védelmében való közreműködés, valamint a történelmi emlékek és a környezet védelme.

### III. fejezet: Hatalmi ágak
5. bekezdés – Törvényhozó hatalom
Az ötödik bekezdés rendelkezik a parlament feladatairól, képviselőinek mandátumáról és mentelmi jogáról, az ülések összehívásáról és más kapcsolódó kérdésekről.
6. bekezdés – Végrehajtói hatalom
A bekezdés az elnök és kabinetje tagjainak szerepét rögzíti. 2009-ben eltörölték az elnöki pozíció két ciklusra szóló korlátját, így İlham Əliyev 2013-ban harmadszor is indulhatott az elnöki székért.
7. bekezdés – Bírói hatalom
A bekezdés rendelkezik az igazságszolgáltatásról, valamint az Alkotmánybíróságról és a Legfelsőbb Bíróságról.
8. bekezdés – Nahicseván
A nyolcadik bekezdés rendelkezik a Nahicseván Autonóm Köztársaság területi és jogi kérdéseiről.

### IV. fejezet: Önkormányzatok
9. bekezdés – Önkormányzatok
A bekezdés az önkormányzati rendszer felépítését taglalja.

### V. fejezet: Jog- és igazságszolgáltatás
10. bekezdés – Jogrendszer
A bekezdés kimondja, hogy az alkotmány az állam legmagasabb szintű jogforrása, azt semmilyen más törvény nem írhatja felül és tartalma nem ütközhet vele. Itt szerepelnek az elnöki kabinet és a végrehajtói testületek határozataival, az elnöki rendeletekkel, az állam jogrendszerével, a törvényekkel, valamint a népszavazásokkal kapcsolatos szabályok is.
11. bekezdés – Az alkotmány módosítása
A bekezdés rendelkezik az alkotmánymódosító népszavazásokról, és az ilyen módon nem változtatható bekezdésekről.
12. bekezdés – Az alkotmány kiegészítése
Itt szerepelnek az alaptörvény kiegészítésével kapcsolatos rendelkezések.

## Záradékok
A záradékok az alkotmánynak a hatalmi ágak tekintetében való alkalmazásának feltételeit tartalmazzák.

## Fordítás
- Ez a szócikk részben vagy egészben  a   Constitution of Azerbaijan című angol Wikipédia-szócikk ezen változatának fordításán alapul.  Az eredeti cikk szerkesztőit annak laptörténete sorolja fel. Ez a jelzés csupán a megfogalmazás eredetét és a szerzői jogokat jelzi, nem szolgál a cikkben szereplő információk forrásmegjelöléseként.